# Aviméta 21
Die Aviméta 21 war ein zweimotoriges Bombenflugzeug von Aviméta.

## Beschreibung
Das Flugzeug war ein Mitte der 1920er Jahre in Metallbauweise hergestellter Schulterdecker. Die Außenhaut für den Rumpf und für die Tragflächen bestand aus der Legierung Alférium. Als Antrieb dienten zwei wassergekühlte Lorraine-Motoren mit Vierblattpropeller. Die Haupträder des geteilten Fahrwerks erhielten eine Verkleidung. Das offene Cockpit befand sich über der Tragflächenvorderkante. In Bug war das Bombenzielgerät sowie ein Schützenstand untergebracht. Ein weiterer Stand befand sich hinter der Tragfläche.
Es wurde nur ein Prototyp gebaut.